# Josep Maria Flores Travessa
Josep Maria Flores Travessa (Arenys de Munt, Maresme, 1 de gener de 1969) va ser un periodista, guionista i polític català.
Flores va començar a fer periodisme a Ràdio Arenys per fitxar després, primer com a col·laborador i després com a redactor, pel Punt Avui, on es va incorporar a la redacció de Blanes. Bona part de la seva tasca periodística la va desenvolupar al diari el Punt i a El Punt Avui durant gairebé dues dècades, entre el 1993 i el 2011. Fou el responsable de posar en funcionament l'edició del Penedès i el Garraf del Punt, de la qual fou el director. Va treballar sobretot a la secció 'Punt Divers' i també va formar part del primer equip de l'edició del Maresme. Posteriorment, va ser redactor en cap i subdirector de l'edició nacional del diari i quan, més tard, va fundar l'agència de serveis de comunicació 'Taempus', va continuar col·laborant amb el diari, a més de fer-ho també per altres mitjans com TV3 al programa ‘Els Matins’ i en diferents programes de Catalunya Ràdio i RAC-1.
Flores vivia a Vilobí del Penedès, on havia estat regidor, primer a l'oposició i després al govern, amb el grup independent 'Vilobí i República', lligat a ERC. Actualment era primer tinent de batlle amb aquest grup. El 2016 va publicar a Angle Editorial De pedra picada. Retrat íntim del president Carles Puigdemont (2016), de qui era amic i amb qui havia compartit feina periodística durant anys al Punt.